# Довлеткиреева, Лидия Махмудовна
Ли́дия Махму́довна Довлеткире́ева (род. 3 ноября 1974 года, с. Побединское, Чечено-Ингушская АССР, РСФСР, СССР) — российский литературный критик, литературовед, редактор, переводчик с чеченского языка.

## Биография
Окончила филологический (1995) и юридический (2011) факультеты Чеченского государственного университета. В 2010 году защитила кандидатскую диссертацию «Современная чеченская военная проза: историко-культурный контекст, жанровый состав, поэтика», в которой рассмотрела произведения русских (А. Бабченко, А. Карасёва, З. Прилепина и др.) и чеченских (М. Ахмадова, К. Ибрагимова, Э. Минкаилова и др.) авторов.
Докторант кафедры зарубежной литературы Кабардино-Балкарского госуниверситета, доцент кафедры русского языка и старший преподаватель кафедры русской литературы XX века и современности Чеченского госуниверситета. Первый заместитель главного редактора литературно-художественного журнала «Вайнах».
Литературно-критические и публицистические статьи Довлеткиреевой публиковались в федеральных («Дружба народов», «Знамя», «Октябрь», «Литературная Россия», «Литературная газета») и региональных изданиях Саратова, Краснодара, Нальчика, Ростова-на-Дону.
Участница северо-кавказских совещаний молодых литераторов и форумов молодых писателей и критиков России, стран СНГ и зарубежья в подмосковных Липках. В 2010 году в составе делегации писателей, критиков и журналистов представляла Россию на Международной книжной ярмарке в Гаване (Куба).
Живёт в Грозном.

## Награды, премии
- стипендиат Министерства культуры ЧР в номинации «Молодые таланты страны. Литературная критика»[1].
- лауреат газеты «Литературная Россия» за серию публикаций о Кавказе (2011)[источник не указан 3745 дней].